# (53285) Mojmír
(53285) Mojmír – planetoida z pasa głównego asteroid okrążająca Słońce w ciągu 4 lat i 361 dni w średniej odległości 2,92 j.a. Została odkryta 24 marca 1999 roku w obserwatorium astronomicznym w Ondřejovie. Nazwa planetoidy pochodzi od Mojmira I (zm. 846), pierwszego znanego władcy państwa wielkomorawskiego. Przed jej nadaniem planetoida nosiła oznaczenie tymczasowe (53285) 1999 FM53.